# Passo dello Scalone
Il passo dello Scalone è un valico (740 m s.l.m.) dell'Appennino meridionale che costituisce convenzionalmente il punto di demarcazione fra e l'Appennino lucano (Monti di Orsomarso) e l'Appennino calabro (Catena Costiera). Si trova in provincia di Cosenza, all'interno del Parco nazionale del Pollino, sulla linea di confine tra i comuni di Sangineto e Sant'Agata di Esaro. È transitato dalla strada statale 105 di Castrovillari.